# Alexander Karim
Alexander Karim, geboren als Ally Kimbugwe Karim (Uppsala, 26 mei 1976) is een Zweeds acteur en schrijver. 

## Biografie
Zijn ouders vluchtten in 1975 uit Oeganda en kwamen naar Zweden. Hij begon zijn acteercarrière in 2001. Hij speelde mee in onder andere Äkta människor en Tunn is. Van 2014 tot 2016 speelde hij de radicalist Ihad Rashid in de Amerikaanse serie Tyrant. In 2018 speelde hij de hoofdrol in de serie Advokaten, waarna hij in 2020 aantrad in Lyckoviken. 
In 2019 debuteerde hij als schrijver van twee boeken: Den extraordinära berättelsen om Jonas Paulssons plötsliga död en het kinderboek Modigast i världen dat hij samen met zijn vrouw Malin schreef.